# Дајићи
Дајићи су насеље у Србији у општини Ивањица у Моравичком округу. Према попису из 2022. било је 147 становника (према попису из 1991. било је 424 становника).
Овде се налази Црква Преображења у Дајићима.

## Демографија
У насељу Дајићи живи 276 пунолетних становника, а просечна старост становништва износи 52,4 година (50,6 код мушкараца и 54,5 код жена). У насељу има 118 домаћинстава, а просечан број чланова по домаћинству је 2,65.
Ово насеље је углавном насељено Србима (према попису из 2002. године), а у последња три пописа, примећен је пад у броју становника.
|  |

| Демографија | Демографија | Демографија |
| Година      | Становника  | Становника  |
| ----------- | ----------- | ----------- |
| 1948.       | 943         |             |
| 1953.       | 1.007       |             |
| 1961.       | 1.101       |             |
| 1971.       | 947         |             |
| 1981.       | 615         |             |
| 1991.       | 424         | 424         |
| 2002.       | 313         | 313         |

| Етнички састав према попису из 2002.‍ | Етнички састав према попису из 2002.‍ | Етнички састав према попису из 2002.‍ | Етнички састав према попису из 2002.‍ | Етнички састав према попису из 2002.‍ |
| ------------------------------------ | ------------------------------------ | ------------------------------------ | ------------------------------------ | ------------------------------------ |
|                                      |                                      |                                      |                                      |                                      |
| Срби                                 | Срби                                 |                                      | 209                                  | 66,77%                               |
| Немци                                | Немци                                |                                      | 2                                    | 0,63%                                |
| Црногорци                            | Црногорци                            |                                      | 1                                    | 0,31%                                |
| непознато                            | непознато                            |                                      | 49                                   | 15,65%                               |

| Година пописа     | 1948. | 1953. | 1961. | 1971. | 1981. | 1991. | 2002. |
| ----------------- | ----- | ----- | ----- | ----- | ----- | ----- | ----- |
| Број домаћинстава | 147   | 154   | 176   | 178   | 165   | 144   | 118   |

| Број чланова      | 1  | 2  | 3  | 4 | 5 | 6 | 7 | 8 | 9 | 10 и више | Просек |
| ----------------- | -- | -- | -- | - | - | - | - | - | - | --------- | ------ |
| Број домаћинстава | 26 | 48 | 18 | 9 | 7 | 5 | 4 | 1 | 0 | 0         | 2,65   |

| Пол    | Укупно | Неожењен/Неудата | Ожењен/Удата | Удовац/Удовица | Разведен/Разведена | Непознато |
| ------ | ------ | ---------------- | ------------ | -------------- | ------------------ | --------- |
| Мушки  | 146    | 38               | 92           | 14             | 2                  | 0         |
| Женски | 137    | 12               | 92           | 31             | 1                  | 1         |
| УКУПНО | 283    | 50               | 184          | 45             | 3                  | 1         |

| Пол    | Укупно                    | Пољопривреда, лов и шумарство | Рибарство                            | Вађење руде и камена | Прерађивачка индустрија       |
| ------ | ------------------------- | ----------------------------- | ------------------------------------ | -------------------- | ----------------------------- |
| Мушки  | 86                        | 76                            | 0                                    | 0                    | 2                             |
| Женски | 63                        | 51                            | 0                                    | 0                    | 7                             |
| УКУПНО | 149                       | 127                           | 0                                    | 0                    | 9                             |
| Пол    | Производња и снабдевање   | Грађевинарство                | Трговина                             | Хотели и ресторани   | Саобраћај, складиштење и везе |
| Мушки  | 0                         | 0                             | 3                                    | 1                    | 2                             |
| Женски | 0                         | 0                             | 4                                    | 1                    | 0                             |
| УКУПНО | 0                         | 0                             | 7                                    | 2                    | 2                             |
| Пол    | Финансијско посредовање   | Некретнине                    | Државна управа и одбрана             | Образовање           | Здравствени и социјални рад   |
| Мушки  | 0                         | 0                             | 0                                    | 2                    | 0                             |
| Женски | 0                         | 0                             | 0                                    | 0                    | 0                             |
| УКУПНО | 0                         | 0                             | 0                                    | 2                    | 0                             |
| Пол    | Остале услужне активности | Приватна домаћинства          | Екстериторијалне организације и тела | Непознато            | Непознато                     |
| Мушки  | 0                         | 0                             | 0                                    | 0                    | 0                             |
| Женски | 0                         | 0                             | 0                                    | 0                    | 0                             |
| УКУПНО | 0                         | 0                             | 0                                    | 0                    | 0                             |